# Escobars Erben – Die unsichtbaren Drogenbosse
Escobars Erben – Die unsichtbaren Drogenbosse (Originaltitel: Drug Lords: The Next Generation; Alternativtitel: Cocaine Trade Exposed: The Invisibles) ist eine Krimi-Dokureihe über Drogenhändler der sogenannten neuen Generation.

## Handlung
Die Dokureihe befasst sich mit Drogenhändlern, die im Gegensatz zu Drogenbaronen wie Pablo Escobar aus dem Verborgenen agierten und für lange Zeit unter dem Radar flogen. Sowohl Ermittler von Strafverfolgungsbehörden als auch einst in jene Verbrechen involvierte Personen schildern vor laufender Kamera ihre Erfahrungen und behandeln die Taten von Drogenschmugglern wie Otto Roberto Herrera García oder in das Drogengeschäft involvierte Paramilitärs wie Diego „Don Berna“ Murillo Bejarano, bis hin zu den Machenschaften des Cyberkriminellen Paul Le Roux.

## Episodenliste
| Nr. (ges.) | Nr. (St.) | Deutscher Titel   | Originaltitel          | Zusammenfassung | Erstveröffentlichung USA | Deutschsprachige Erstveröffentlichung (D/A/CH) |
| ---------- | --------- | ----------------- | ---------------------- | --- | ------------------------ | ---------------------------------------------- |
| 1          | 1         | Der Terrorist     | Escobar’s Apprentice   | Über den kolumbianischen Drogenbaron Diego „Don Berna“ Murillo Bejarano und die AUC | 29. Apr. 2020            | 22. Okt. 2020                                  |
| 2          | 2         | Der Geldwäscher   | Colombian Cocaine Boss | Über Luis Agustin „Don Lucho“ Caicedo Velandia von dem Bogotá-Kartell und seine Geldwäsche-Operationen | 6. Mai 2020              | 22. Okt. 2020                                  |
| 3          | 3         | Der Logistiker    | A Narco Speaks         | Mit dem guatemaltekischen Drogenschmuggler Otto Roberto Herrera García über seine Schmuggel-Operationen für das Sinaloa-Kartell | 13. Mai 2020             | 22. Okt. 2020                                  |
| 4          | 4         | Die Schmuggler    | High Demand            | Über u. a. den ecuadorianischen Drogenschmuggler Édison Washington Prado Álava von den Los Rastrojos und den Skandal des Drogenschmuggels der Neffen von Cilia Flores; Efraín Antonio Campo Flores und Franqui Francisco Flores de Freitas aus dem Jahr 2016 | 20. Mai 2020             | 22. Okt. 2020                                  |
| 5          | 5         | Der Programmierer | Smuggler Down Under    | Über den kriminellen Programmierer Paul Le Roux | 27. Mai 2020             | 22. Okt. 2020                                  |
| 6          | 6         | Der Kommandant    | Narco Ghost            | Der Investigativjournalist Jeremy McDermott begibt sich auf die Suche nach Guillermo León „Memo Fantasma“ Acevedo Giraldo, einem ehem. Kommandant des Bolivar-Zentralblocks von der AUC                                                                      | 17. Juni 2020            | 22. Okt. 2020                                  |

## Liste der Interviewpartner
- Derek Maltz – Ehem. leitender US-Sonderagent der DEA
- John Barry – Ehem. Drogenermittler des NYPD
- Jeremy McDermott – Investigativjournalist bei InSight Crime
- Peter Vincent – Ehem. Rechtsattaché
- Óscar Naranjo – Ehem. Direktor der kolumbianischen Nationalpolizei
- Jay Bergman – Ehem. Direktor der DEA in den Anden
- Ruben Oliva – Strafverteidiger
- Bonnie S. Klapper – Ehem. stellvertretende Bundesstaatsanwältin
- Luis Rendon – Ehem. US-Sonderagent des Heimatschutzministeriums
- Chris Cascio – Leitender US-Sonderagent der DEA
- „Max“ – Ehem. Informant
- David Marwell – Ehem. leitender US-Sonderagent des Heimatschutzministeriums
- Steve Fraga – US-Sonderagent der DEA
- Otto Roberto Herrera García – Ehem. guatemaltekischer Drogenschmuggler
- Bill Clay – Streifverteidiger von Otto Herrera
- Daniel Dyer – Ehem. DEA-Supervisor
- Hernando Enrique Mattos Dager – Konteradmiral der kolumbianischen Marine
- Alejandro Santos – Journalist und Chefredakteur für Semana
- Pen Bullock – Journalist bei New York Times
- Jorge Lara – Anti-Drogen-Aktivist
- Martha Elvira Soto Franco – Investigativjournalistin bei El Tiempo
- Ian Truby – Leitender Ermittler der National Crime Agency
- Marty Young – Ehem. Verbindungsbeamter der National Crime Agency
- Jessica Carrillo Mazzali – Journalistin
- Adriana Núñez Moros – Journalistin
- Tommy Cindric – Ehem. US-Sonderagent der DEA
- Dave Craft – Ermittler der australischen Bundespolizei
- Mark Schliebs – Journalist bei The Australian
- Neil Gaughan – Ermittler der australischen Bundespolizei
- Lucy Cormack – Journalistin bei The Sydney Morning Herald
- Chris Dawson – Polizeipräsident in Westaustralien
- Cruz Elena Aguilar – Ehem. Staatsanwältin in Kolumbien
- Carlos Fernando „Paquita“ Mateus – Ehem. Kommandant des Bolivar-Zentralblocks von der AUC

## Hintergrund
Die von Beyond Productions unter der Regie von Adam Younker produzierte Dokureihe wurde ab dem 29. April 2020 auf National Geographic Channel unter dem Titel Drug Lords: The Next Generation und später mit dem Titel Cocaine Trade Exposed: The Invisibles auf SBS ausgestrahlt. Die deutsche Fassung, bearbeitet von der Synchronfirma TransEuroTV, erschien am 22. Oktober 2020 unter dem Titel Escobars Erben – Die unsichtbaren Drogenbosse auf ZDFinfo.